# Amanita polypyramis
Amanita polypyramis é um fungo que pertence ao gênero de cogumelos Amanita na ordem Agaricales. Foi descrito cientificamente pela primeira vez em 1853, quando recebeu o nome de Agaricus polypyramis, sendo depois transferido para o gênero Amanita.